# رالف بیرد

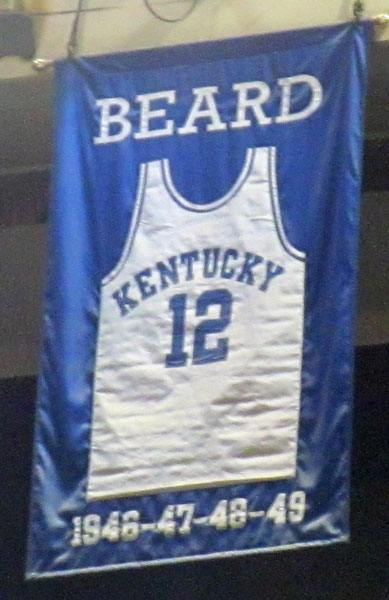
لباس یادبود رالف بیرد در استادیوم لکسینگتون کنتاکی

رالف بیرد (انگلیسی: Ralph Beard؛ زاده ۲ دسامبر ۱۹۲۷ درگذشته ۲۹ نوامبر ۲۰۰۷) یک بازیکن بسکتبال اهل ایالات متحده آمریکا بود. 